# Иркутский противочумный институт
Иркутский научно-исследовательский противочумный институт Сибири и Дальнего Востока — советское и российское научно-исследовательское и противоэпидемическое учреждение.
В 1923 году в связи со сложной эпидемиологической обстановкой по чуме в Забайкалье, где расположен природный очаг заболевания, в Иркутске была основана противочумная лаборатория (в качестве противочумного отдела Иркутского химико-бактериологического института), заведующим которой стал направленный из Петрограда бактериолог Алексей Михайлович Скородумов. В 1934 году лаборатория была преобразована в Иркутский государственный противочумный институт «Чумин», а Скородумов был назначен его директором. Первоначально институт располагался в центре Иркутска, однако в 1939 году он был перемещён в специально построенное здание на улице 3-я Советская (ныне Трилиссера)(в те годы на окраине города), где и находится по сей день. За всю историю института был лишь один случай гибели его сотрудницы от чумы, её тело было сожжено и похоронено прямо в институте.
В 1939 году заместителем директора по науке стал микробиолог Николай Акимович Гайский, один из создателей противотуляремийной вакцины. Гайский организовал в институте широкомасштабную работу по изучению туляремии и бруцеллёза, наладил выпуск бактериальных препаратов. В годы войны сотрудники института активно занимались противоэпидемической работой. Гайский был похоронен на территории института.
В 1984 году институт был награждён орденом Трудового Красного Знамени.
В настоящее время является комплексным микробиологическим учреждением, занимающимся вопросами особо опасных инфекционных заболеваний в Сибири и на Дальнем Востоке, борьбой с чумой, холерой, туляремией, бруцеллёзом, сибирской язвой. С 2008 года директором является С. В. Балахонов.